# 簡斯維爾 (明尼蘇達州)
簡斯維爾（英語：Janesville）是一個位於美國明尼蘇達州沃西卡縣的城市。

## 歷史
簡斯維爾於1856年設立，1870年升格為城市，得名自女早期定居者簡·斯普拉格（Jane Sprague）。簡斯維爾的郵局自1858年營運至今。

## 人口
根據2020年美國人口普查的數據，簡斯維爾的面積為3.98平方千米，皆為陸地。當地共有人口2421人，而人口密度為每平方千米608人。